# Suberitida
Suberitida is een orde van sponsdieren uit de klasse van de Demospongiae (gewone sponzen).

## Familie
- Halichondriidae Gray, 1867
- Stylocordylidae Topsent, 1892
- Suberitidae Schmidt, 1870